# 怪人開発部の黒井津さん
『怪人開発部の黒井津さん』（かいじんかいはつぶのくろいつさん）は、水崎弘明による日本の漫画作品。『COMIC メテオ』（フレックスコミックス）にて2019年4月17日に読み切りが掲載され、2020年10月7日から2025年3月12日まで連載された。
悪の組織で予算や上司に振り回されながらも怪人開発に奮闘する主人公・黒井津燈香を描くコメディ。
2021年1月には単行本1巻の発売記念として、COMICメテオのYouTube公式チャンネルにて小坂井祐莉絵がナレーションとキャラクターの声を担当するマンガ動画が公開された。2022年にはテレビアニメが放送された。

## 登場人物
「声」はテレビアニメ版の担当声優。

### 秘密結社アガスティア
世界征服を企む悪の組織。伝承や伝説をモチーフとした怪人を作っているが、一般人へのテロ行為や人体改造を禁じている。様々なフロント企業を営んでおり、本部もフロント企業がテナントであるオフィスビルの地下に構えている。労働環境は比較的良好で、プレミアムフライデーを導入している、融通が利くよう皆で休暇のシフトを組んでいる、残業をした際は残業代が支給される、有給申請が通りやすいなど順法精神が非常に強い。方針も柔軟で、必要ならば敵対組織でも戦略的提携を辞さず、例えどんなに資本があろうとも最後は人だとしているため、テレビアニメ版第12話では、敵対M&Aを仕掛けたゼットアークを壊滅させた。
部署は「怪人開発部」「総務部」「怪人管理部」「怪人営業部」「戦闘員管理部」「システム管理部」「戦略推進部」「デザイン部」「システム制御部」「直営工場」「法務部」「人事部」「経理部」に分かれ、これらの上に複数の「大幹部」が横並びで存在している。このため、稟議には大幹部全員の承認が必要だが、大幹部は辺境に住んでいたり稟議書の決裁印を貰おうとすると勿体をつけたりする者が多いため、電子決済が導入されるまでは決裁印集めがスタンプラリー化していた。なお大幹部は全員D細胞型怪人であり、元々製作元もバラバラだったのをあえて一箇所に集めたものらしい。

#### 怪人開発部
黒井津 燈香（くろいつ とうか）
声 - 前田佳織里
本作の主人公。怪人開発部の研究助手。休日も怪人のプランを考えるような仕事人間だが、あくまで出世して大幹部となり高給取りとなることが目的のため、研究者としての矜持はなく、「大幹部が怪人より弱くてはいけない」という理由で、生身ながら男三人を一瞬で倒せるほどに体を鍛えている。開発部への執着もなく、いつか異動になるだろうと考えている。出世のために多少無理をしても実績を欲しているが、目先に目標がないと頑張れないタイプと認識しており、目的のために上を目指している。
剣神ブレイダー（佐田巻健司）がアルバイトしている弁当屋の常連で、来店時には毎回眼鏡をかけて豚丼を買っている。健司には自身の仕事が「人に言えるような仕事ではない」と伝えているが、彼からは当初ヒモが勝手に同居したために風俗関係の仕事に就いた人だと思われていた。
一人っ子で育ったため、ウルフを妹のように見ているが、生みの親であるため娘のようにも見ている。逆にウルフからは「結構攻めるタイプ」と見られている。
実はかつて闘星戦隊メテオールの一員で、メテオブラックとして怪人と戦っていた。当時の敵組織の壊滅を機にチームが解散した事で、思うところあってアガスティアに転職。面接時に特に過去を隠しはしなかったため、上層部は彼女の過去を承知の上で雇用している。
たまにのびのびと広い場所にくり出して、出歩く人々の営みを感じながら「あの人ならこう改造するな」「あの人はこの生物と組み合わせやすそうだな」とアイデアを練ることがある。
一般的な怪人は目的に合わせて融通が効かないことが多いが、自身が開発している怪人については、宿敵のブレイダーを倒した後に仕事がなくなるとして、性格や能力の多様性を加味して揺らぎや余裕を持たせて設計しており、決して怪人を使い捨ての道具として扱わない。
ウルフ・ベート
声 - 天野聡美、千葉翔也（♂）
完成の直前にアカシックの要望で身体のみ女性にされた狼男の怪人。人手不足から怪人開発部の新人助手となる。大幹部の一人・スキュラの設計を参考に作られており、「犬型の特性」によって彼女には逆らえない。メンタルモデルが男子中学生のため、黒井津に抱いている憧れも異性への淡い恋心に留まっており、同性の後輩扱いしかしてくれない黒井津に内心、忸怩たる想いを抱いている。また子供舌にもされており、休日にはゲームをしているか寝ているかカラオケに行っている。そのためか黒井津には歌が上手いと褒められたことがある。
培養中にバーチャルリアリティーで体験した疑似記憶の影響で、怪人学校時代は泳ぎが学年2位だったと脳に記憶されている。運動神経は実際に抜群で、マミーのダンスレッスンの相手を務めたこともある。
佐田巻 始（さだまき はじめ）
声 - 梅原裕一郎
怪人開発部の博士。ふだんからARゴーグルを着けているが、来客時などには外す。素顔は端正な顔立ち。ARゴーグル依存症で、ARゴーグルがないとデバイスの操作に手間取ってしまう。
出世狙いの黒井津とは異なり、あくまで一研究者のスタンスを貫いている。怪人の案が思いつかなかったために、黒井津に10分で書いたレポートを使ってプレゼンさせて押し切ろうとしたりと、黒井津と比べて勤務態度にも難がある。
弟の剣神ブレイダー（佐田巻健司）と同居しており、彼には大手の研究所で働いていると伝えている。

#### 首領・参謀
アカシック
声 - M・A・O
アガスティアの首領。外見は幼いが、かなりの怪力でアガスティア随一の戦闘力を誇る。海に沈んだカノンを助けるために怪力で海を割り、後日新聞記事にされてメギストスに注意されたこともある。可愛いもの好きで、ウルフを女体化させた張本人。
外見通り子供っぽい性格で、視察や適性判定という名目でアガスティアのフロント企業の遊園地で遊んだり、水中適性の実証実験と称して海で遊んだりすることもしばしば。
バレンタインデーには、黒井津とウルフに「2人共乙女心が死にかけている」「チョコは大事」だと主張し、チョコ作りの特訓を指導した。
原初の怪人Dの分身体であり、同様に分身体であるカイザーロアとの仲は不明。
テレビアニメ版第11話では、黒井津たちが社員旅行に行っている間、本部で留守番をさせられ、夜に一人でゲームをしているところで水木と知り合いとなり、後日水木と松山をアガスティアの大幹部として招聘した。
メギストス
声 - 稲田徹
アガスティアの「絶対零度参謀」。隙のない性格だが、コンプライアンスに厳しく社員思いである。また首領としては気まぐれなアカシックの御目付け的存在でもある。その頭脳は4分割で機能しているらしく、どれか1つが休息を取っても残りで処理を行える。アガスティアのフロント企業の商品はすべてチェックしており、その範囲はゲームアプリから化粧品まで様々である。
出張先でも決して旅行気分にならず、急遽出張に黒井津を同伴することとなった際は、同室ではコンプライアンス上問題があるとして、予約していたホテルの部屋を黒井津に譲り、自身は健康ランドで雑魚寝した。
飲み会では無礼講と言って座ったまま動かなくなり、そのまま寝落ちするタイプである。
「業界のカリスマ」としても知られており、マミーのアイドルデビュー時には、作詞・作曲・編曲・振付・プロデュースをすべて担当した。
元は小木原という名の人間で、三修や零忌とは共に原初の怪人Dを倒した戦友。

#### 大幹部
不滅のカミュラ
声 - 竹達彩奈
万能細胞型大幹部。女性型の吸血鬼怪人。組織内では監査を担当している。経営哲学を持ち、常に組織の利益を考えているため、周囲からは仕事の鬼と思われている。二人組のアイドルグループ・BAVAROISをデビュー前から応援していた重度のアイドルオタクで、周囲には内緒にしていたもののある日折しもアイドル怪人の可能性を探るためにライブに来ていた黒井津にバレてしまう。以前に万能細胞の提供を黒井津から懇願されてそれを拒否していたが、このライブで黒井津にBAVAROISへの思いの丈を涙ながら語ったことで、その涙から黒井津に細胞を採取されてしまった。
アイドルになりたいと希望したマミーに対しては、「アイドルをなめるんじゃないわ！」と当初は懐疑的だったが、後に「困難を承知の上でそれでもアイドルを目指すというのなら少しばかり応援してもよかろう」と言って、自身の万能細胞を提供して歌えるようにした。
酒の席は空気で酔うタイプ。怪人開発部の飲み会に誘ってもらった際は、居酒屋で日本酒を嗜んだ。
社員旅行は仕事が忙しく参加しなかった。
フェンリル
声 - 緑川光
近接戦闘型大幹部。執事服を着た狼のような姿を持つ。性格は正義のヒーローそのもので、ジャガーに怪人同士の連携技を提案したり、正々堂々と戦うように言ったり、コンプライアンス違反を指摘したりと、悪の組織らしからぬ言動が多いが、部下からは慕われている。
社員旅行では幹事を務めた。
ウォーリア・オブ・ジャガー
声 - 置鮎龍太郎
強襲型大幹部。ジャガーの獣人のような姿をしており脳筋。好戦的で黒井津さんと手合わせを時折行う。同じ近接型のフェンリルをライバル視している。
拠点の「ジャガーベース」には、SASUKEのようなトラップを仕掛けている。稟議の印鑑を手に入れたい場合は、本人に攻撃を一発入れなくてはならない。
サラマンダー
声 - 釘宮理恵
極地調査型大幹部。怪獣のぬいぐるみのような外見で、社員旅行先では子供たちに大人気だった。体格は足湯が半身浴となってしまうほどに小柄だが、極度の環境下でも平気な体質である。
エルドリッジ
声 - 松風雅也
科学顧問型大幹部。他の大幹部からは「科学系陽キャ」と言われている。自身の姿を感知できなくする「フィラデルフィアプラン」なる実験をよく行っているが、実験中は最長1週間連絡がつかないことがあるほか、実験の不具合で少々記憶が飛んでしまうため、周囲からはまだ実用化は困難だと見られている。
アマノイワト
声 - 佳月大人
拠点防衛型大幹部。ジャガーからは「神経質すぎる」と見られている。社員旅行は「幹部が全員不在などあまりにも由々しき事態」「徹底的に守護する所存」と言って欠席し、黒井津たちが社員旅行に行っている間、本部に絶対防衛戦線を展開した。
フルーレティ
声 - 石上静香
凍結戦型大幹部。青髪で二本の角が生えている。その冷凍能力でアガスティアの食糧物資を冷凍保存するなど、物資倉庫管轄を担当している。
ペリュトン
声 - 葉山翔太
密偵型大幹部。
ロングレンジ・アンクル
声 - 三木眞一郎
戦略諜報型大幹部。歯を剥き出しにした口が描かれたマスクとスーツを着けている。きざで女性に口説く口調で会話する自称「寂しがり屋」で、ホテルのラウンジを借り切ってかなりの数の女性怪人を手にかけていると噂されている。スマートフォンでの資産運用を日課としている。
ウルフが稟議の印鑑を貰いに来た際は、ホテル上階のレストランに誘うが、きざな態度の所為か押印後に一発殴られる。
ファフニール
呪竜型大幹部。アガスティアの金庫番を担当しており、特殊な財を管理しているため、人里離れた場所に住む。社内旅行には毎回参加しているが、動くと運用コストがかかる。
クラーケン
声 - てらそままさき
海戦型大幹部。ふだんは海底深くのアガスティア拠点海底監視施設に滞在している。アガスティア一慎重な性格で、ウルフが稟議の印鑑を貰いに来た際は、本部に本人確認をするためにエントリーシートに俎上を書かせた上に、事情聴取や警察の取調べ紛いの面接を始めてウルフを二日間拘束した。
社員旅行は「アガスティア本部の防衛に抜かりがあってはならぬ」と言って欠席した。
機織怪人アラクネ
声 - 宮本侑芽
次元超越型大幹部。自身の城内では、戦力評価が3倍になるらしい。城に引き篭もってゲームばかりしているため、ゲームが得意。
大幹部は定期的に性能試験を受けねばならない決まりだが、自身は水泳能力を確かめるために怪人開発部の海水浴に参加するまで受けたことがなかった。
スキュラ
声 - 桑島法子
黒獣変化型大幹部。長い髪を持つ女性型の怪人。自身が開発に携わったウルフを妹のように見ている。
社員旅行では、ウルフに「男はみんなオオカミ」と論したほか、ウルフと温泉に入っているところを奇襲した十勇士に「よくも…私とウルフちゃんの邪魔をするなんて許せないわ！」と激昂し、サラマンダーに「頭が極端だ」と言われた。

#### 怪人
カノン・サンダーバード
声 - 土岐隼一
遠距離狙撃特化型怪人。設計当初は肩にキャノンが付いたロボットの姿をしていたが、各部署との共同作業で開発したこともあって、各部署からの駄目出しを受けて設計の修正を幾多も行った結果、当初案とは似ても似つかない、サングラスバイザーをかけた巨大なヒヨコのような姿となった。「伝説の神」をモチーフに作られたことを自認しているため、焼き鳥を気にせず食せる。
真面目な性格で、怪人として生きることに不安を抱き、転職活動を試みたこともあったが失敗に終わっている。ふだんはアガスティアのフロント企業でアトラクションスタッフを務めている。語尾に「ッス」を付けて話す。
長距離射撃を得意とし、近接戦闘を強いられると弱いが、射撃戦ならばかなり強い。体内に内蔵された落雷誘導システムで自在に雷を操作でき、これを生かした「落雷誘導システム グレートスピリッツ」なる必殺技を持つ。コストダウンによる性能低下を受けているが、それでも二人組の認可ヒーローであるピリアマギアを圧倒できるほどの戦闘力を持つ。稼働エネルギーが多い分、複数のエネルギー変換機構があるため、水中でも活動可能だが、怪人開発部の海水浴に参加した際は、内部機構の一部が漏電して身動きが取れなくなった。
テレビアニメ版第2話のブレイダーに敗北したシーンは、高山カツヒコが特撮監督を務めた実写映像となっている。
ヒュドラ
声 - 藍川ふみ
再生怪人。異空間から4匹の水蛇・一姉、三姉（声 - 松田利冴）、二姉、四姉（声 - 松田颯水）を呼び出せる。本来は毒を使い遠距離攻撃を得意とする予定だったが、予算の都合により未実装となった。
少女の姿をした本体はとても怖がりで気が弱く、レンタルショップのホラーコーナーを避けるほどに怖いものが苦手だが、4匹の水蛇からは「マツ」と呼ばれ妹として可愛がられている。
カノンに好意を抱いている節があり、彼に弁当を作ったり海水浴に誘ったりしている。
メルティ
声 - 富田美憂
チョコレート怪人。バレンタインデーには強大な力を発揮するが、期間が過ぎると弱体化してしまう「期間限定怪人」。完成後に原料の「丸刈物産」のチョコレートに金属片が混入していたことが発覚し、メギストスによって破棄されてしまった。以降は冷凍庫に保存されている。
テレビアニメ版では、飲み会や海水浴に参加した。
マミー
声 - YURiKA
対剣神特化型怪人。体組織を変化させることで体の何処からでも刃物を生成でき、さらに学習機能によってどんな剣に対しても対抗できる。ブレイダーを苦戦させるほどの力を持つが、その実験的な機構のため発声装置を組み込む予算とスペースが確保できなかった。
ブレイダーとの戦闘中にアイドルユニット・BAVAROISの映像を見て衝撃を受け、戦闘を放棄して帰還。以降はアイドルになるための練習を積み重ねるが、声だけはどうにもならなかった。しかし、それを陰から見守っていたカミュラによって万能細胞を喉に移植されたことで声帯が発生し、アイドル怪人として新たなスタートを切ることとなった。
アダマント
声 - 佳月大人
磁力鉱石怪人。カミュラの部下。磁力を利用してブレイダーのブレイドを封じるも、パンチで応酬されていまい敗れ、カミュラに反省文と改善案を書かされた。社会人スキルが高く、怪人開発部の飲み会ではカミュラの守り役をし、飲み代を経費で落とした。
サハギン
声 - 不明
水棲怪人。タツノオトシゴと人間を折衷したような姿をしている。胆石持ち。アガスティアのフロント企業が経営する遊園地で脅かす役として働くも子供に怖がられてしまい、視察に来た黒井津にこのことを相談した。
ネス男
第1話で佐田巻博士が10分で書いた企画書を使い、黒井津が大幹部たちにプレゼンした怪人。企画書を見た大幹部たちが興味を薄れてしまうほどに弱そうな外見をしている。結局不採用となり、黒井津は着ぐるみを着て「ネスコ」としてブレイダーと戦う羽目となった。

#### カノンの開発の参画者
二階堂 貴臣
声 - 岩澤俊樹
アガスティア戦略推進部。カノンの開発の総括を務めるが、怪人開発部の無計画な日程と予算の使い方に疑問を呈し、設計の無駄を指摘して怪人開発部に再設計を要求した。
風祭 真矢
声 - 新祐樹
アガスティアデザイン部部長。オネエ言葉を使って話す。カノンの開発に参画するが、デザインが美しくないとして、予定図に朱書きして怪人開発部にデザインを変更させた。
佐々木 芽衣
声 - 上田瞳
アガスティアシステム制御部部長。カノンの開発に参画するが、機構の安全に関しての不備（感電やヒヤリハットの対策不足）を指摘し、怪人開発部の設計をやり直させた。
久我 達也
声 - 佳月大人
アガスティア直営工場工場長。カノンの開発に参画するが、仕様書を見るや製造工程の不備を指摘し、怪人開発部に現実的な設計を迫った。ただし、黒井津のことは今時珍しく一生懸命だと裏で褒めている。

### ヒーロー
剣神ブレイダー / 佐田巻 健司（さだまき けんじ）
声 - 寺島拓篤
アガスティアと戦う正義のヒーロー。ふだんは黒井津が常連の弁当屋「アラジン弁当」のアルバイト店員。どれだけ非常時でもバイトに遅刻しないことを考える真面目な性格。「ブレイダークラッシュ」などのブレイド系の必殺技を持つ。
女性の顔をまともに見られないほど、女性に対して免疫がなく、攻撃中に全裸になってしまったウルフを見て、鼻血を吹いて倒れてしまったこともある。
バレンタインデーには、出撃できなくなったメルティの代わりに現れた黒井津から、黒井津らが練習で作ったチョコレートとメルティの切れ端を渡されるが、これが初めて女性から貰ったチョコレートだったため大喜びした。
バンダースナッチと戦って窮地に陥った際には、《NextStage MASTERBLADER》の掛け声（システム音声 - マシューまさるバロン）と共に意図せずフォームチェンジしたことで切り抜けた。
その正体は佐田巻始の実弟だが、互いに正体には気づいていない。戦闘アイテムは事前連絡なしに何処かから急に送られてきたものだが、後に父親である零忌の仕業と判明した。
魔法少女ピリアマギア
二人組の認可された魔法少女。ストライクローゼ、マギアフルバースト、マギア・フルブレイク、ソードズワルトフラッシュなる技をもつ。「DXマギアコンパクト」「DXマギアステッキ」なるアイテムで変身や攻撃を行う。作品世界の魔法少女はマーチャンダイジング・タイアップ・メディアミックスによって繁盛しており、変身道具などを販売して儲けているが、その中でも売り上げが歴代でも特に高い方である。
テレビアニメ版のアニメ画はあらいずみるい、アニメデザインはことぶきつかさが担当。
マギアローゼ / 式島 玲央（しきしま れお）
声 - 田村ゆかり
ピリアマギアの一人。魔法少女だが、その性格や言動は正義のヒーローらしからぬ邪悪な面があり、マギアズワルトからも悪の組織のほうが向いてそうと思われたこともある。
クレーンゲームが得意らしいが、景品目当てでやっているというよりは、腕前を披露するためにやっているようである。
アガスティアのフロント企業が経営する遊園地を訪れた際は、オフだったヒュドラを不意打ちするが、カノンにステッキを打ち抜かれて変身が解けてしまい逃してしまう。
マギアズワルト / 日賀谷 雄杜（ひがたに ゆうと）
声 - 堀江由衣
ピリアマギアの一人。ふだんは長身の男子中学生だが、変身するとマギアローゼと変わらない背丈の少女となり、胸がマギアローゼより大きくなる。変身後のコスチュームは脱着可能で、潜入捜査の際には怜央の服を借りて捜査にあたった。
マギアローゼと違って常識人であるため、彼女の邪悪な言動に心の中でツッコミを入れることがある。「魔法少女潜入作戦」と題したアガスティアの調査任務に就いた際も、悪の組織への潜入調査は魔法少女がやることなのかと疑問を呈し、「怪人幹部が出てきたらその場で撃破しろって話だから私たちが出るしかないでしょ」と言うマギアローゼに対しても「そうなると暗殺任務っぽくってますますイメージが違う」と主張した。

三修 満（さんしゅう みつる）
声 - 遊佐浩二
「正義運営協会」の会長で、ピリアマギアの上司。小木原や零忌とは共に原初の怪人Dを倒した戦友だが、現場は引退している。ピリアマギアに対しては、儲かってるか、グッズのロイヤリティーは入ってないかなど、真っ先にお金の話をする。また、正義とお金は共にかけがえのない大切なものだから、どちらが大切かは誤魔化しては駄目だとピリアマギアに諭したこともある。
「人の数だけ正義があるが金の数は正義である」といった名言集も発行する「三修満のマネー&ジャスティス」という、月額1980円のオンラインサロンを開いている。
暗殺戦隊獣勇士
声 - 金子隼人（A）、真木駿一（B）
アガスティアの社員旅行先を活動拠点としていた零細ヒーロー。10人の戦士で構成されている。「悪を征伐することこそが真の正義！手段などどうでもよい」と主張しており、かなり過激な活動をしている。「暗殺忍法劫火遁！」なる必殺技を持つ。
「悪を打倒するのに手段は選ばぬ」「一網打尽にすれば我々も一躍全国レベルになろうというもの！」として、旅行中のアガスティアの大幹部たちを次々と襲うが返り討ちに遭った上に、罠が動いた途端に勝ち誇り姿を現す、気配の絶ち方がまるでなってないといった、暗殺戦隊らしからぬ雑な仕事ぶりをペリュトンに指摘・説教され、隠密の心得のメモを取らさせられるなどの指導を受ける。その後は「一般人が巻き込まれようとも正義の礎を！」言い放って巨大ロボット（大幹部たちからは前に別の戦隊が使ってたお下がりだと指摘された）を出現させるが、ファフニールの一撃で倒される。

### 秘密結社ブラックロア
アガスティアを上回る規模・資金力・先見性を有する、大手の悪の組織。怪人は備品扱いだが、法には縛られない。社畜精神が強く、有給は使ってはならない、残業はタイムカードを切ってから行う、帰宅には地下の秘密の通用口を使うといった規則が存在している。そのため離職率が高く、これまでにかなりの人数が過労死している。朝礼は訓示が長いため平均50分ほどかかる。業績が宜しくない者は内線が繋がらない「強化研修センター」に送られ、毎日副総帥が掟を語るビデオを見させられ、その感想文を書かされる。
峰円 小春（ほうえん こはる）
声 - 小宮有紗
ブラックロアの怪人研究所の主任研究員。紫色のメッシュが入った金髪が特徴。乳糖不耐症気味である。仕事はどれだけ残業したかで価値が決まると考えている。
佐田巻博士の元同級生で、彼からはその実力を高く買われており、学生時代に周囲から陰口を叩かれた際に「君は優秀で気にすることはない、社会に出ればわかることである」と励まされたこともあった。一方で、学生時代に佐田巻にテストの成績で一度も勝てなかったことがトラウマとなっており、アガスティアより大手のブラックロアに就職した切っ掛けとなっている。
エルバッキーの披露とホワイトアリゲーターが起こした一件の口裏合わせを兼ねて、怪人開発部を表敬訪問した際には、アガスティアにプレミアムフライデーが存在することを知り、自身がブラック企業勤めであることを認識してしまうが、それでも組織への忠誠心は変わらなかった。
エルバッキー
声 - 原田ひとみ
峰円が設計・製作したフラッグシップモデルの宇宙猫怪人。外見は露出度の高い猫耳の若年女性。峰円曰く「人工器官や性能にこだわった最高傑作」で、近接戦や眼球からの光線による遠距離戦に優れる万能型だが、ウルフが童貞であると知ると関係を迫ろうとしたりと性癖は歪んでいる。
ホワイトアリゲーター
声 - 佳月大人
ブラックロアの怪人。アガスティアのフロント企業が経営する遊園地で子供に難癖をつけ、子供を人質に取って暴れるも、アカシックに木っ端微塵にされた。その後は組織間の問題になるとして、怪人開発部によって密かに修復された。
ブルヘッド
声 - 金子隼人
朝礼で反省文を読まされた怪人。視線を合わせた相手に恐いものを見せる精神攻撃を持つ。アガスティアとブラックロアの共同性能比較テスト（怪人同士の決闘）に参加し、ヒュドラを怖がらせることに成功するが、彼女の姉たちには利かず袋叩きにされた。
パープルミラー
声 - 坂田将吾
ブルヘッドと共に、朝礼で反省文を読まされた怪人。ブルヘッドとは対になる存在で、快楽の夢を見せる精神攻撃を持つ。快楽の夢を見せるのは、人間は快楽には逆らえないからだとしている。アガスティアとブラックロアの共同性能比較テストに参加し、ブレイダーを倒して周囲に認められる夢をウルフに見せるが、夢の中の黒井津がウルフのことを「ウルフちゃん」と呼んだことが原因で、ウルフを起こしてしまい反撃された。
レッドルーム
声 - 土岐隼一
スーパーで売っていたおでんが値段据え置きで具が一つ減っていたという理由で、世界征服を企むべきだと朝礼で主張した怪人。
赤マント将軍
声 - 千葉繁
ブラックロアの怪人士官。峰円の上司。共同性能比較テストでアガスティアに負けた峰円と怪人たちを粛清しようとするが、錯乱して無意識に能力を発揮したブルヘッドによって何かを見てしまい辞職した（後に復職）。
カイザーロア
声 - 柴田秀勝
ブラックロアの総帥。普段は変声機付きと思われる私室に籠っていて、あまり姿を見せない。正体は原初の怪人Dの分身体で、中性的な顔立ちの小柄な少年。常に左目を閉じているが、理由は不明。

### BAVAROIS（ババロア）
カミュラが初期から応援している二人組のアイドルグループ。第4話と第18話（テレビアニメ版第4話と第10話）に登場。
文月 佳苗
声 - 西野みやび（メイビーME）
天原 栞里
声 - 谷あやか（メイビーME）

### テレビアニメ版のみに登場する人物

#### 秘密結社アガスティア（アニメ）
水木 香恋（みずき かれん）
声 - 小坂井祐莉絵
気が弱く、友達がいないフリーター。古びたアパートに住んでいる。ある日、人材派遣のアルバイトに行った際に間違えて戦闘員のアルバイトの送迎バスに乗ってしまい、そのまま松山に戦闘員のアルバイトをやらされる。以来、松山に目を付けられて執拗に戦闘員のアルバイトに勧誘されるようになり、「軽作業で高級海鮮」などの甘言に乗って連れて行かれる日々を送っている。このため、松山の着信登録を「松山キケン」としている。しかし、戦闘員を続けるうちにヒーローに勝ちたいと願うようになった。また、後述の居酒屋・味音でも松山と共にアルバイトをしている。
第8話でアガスティアの就職面接に参加した際は、面接官のメギストスに今までどんな悪事をしてきたかを問われ、「この間、人の食べる分まで唐揚げにレモンをかけて怒られました」「ゲームはずっと無課金です」「ゲームのイベントがある時は嘘ついてバイトのシフト入れるの逃げてます」「偽札があります、1億円札が1枚」と語ったのち、自身は何もできない役立たずで、他人に迷惑掛けてばかりだから必要な人間ではないと吐露するが、突如面接会場に現れた松山からは必要な人間だと返された。
第11話では、夜に外で1人でいたアカシックを不憫な幼女だと感じて半額のパンを与えた結果、アカシックの気まぐれによって松山と共にアガスティアの大幹部となる。大幹部としての仕事は、お茶汲みとアカシックのゲーム相手である。
後に原作の第50話において、デススタッフの主任として登場。アガスティアがデススタッフと契約する事になり、見学のため出張してきた黒井津さんとウルフを出迎える。
松山 平気（まつやま へいき）
声 - 白城なお
戦闘員を派遣する人材派遣会社デススタッフのバイトリーダー。人材不足のローカル秘密結社から依頼があると、甘言を弄して水木を現場に向かわせる。時に自身も戦闘員として、ヒーローと戦うこともある。
第11話では、アカシックの気まぐれより、松山と共にアガスティアの大幹部となり、第12話では戦闘員派遣会社で積み重ねた人脈を使って、全国のヒーローと秘密結社をアガスティアに助太刀させる。
後に原作の第55話において、登場こそしていないが水木と通話する場面がある。地方のヒーローや悪の組織と連絡を取っていた模様。
ブラックブレイダー
声 - 赤羽根健治
第12話で佐田巻と峰円が共同開発した「装着型怪人」。本来はウルフが着る予定だったが負傷していたため、代わりに黒井津が着てゼットアハトと戦った。しかし、変身解除機能が実装されていなかった上、内部プログラムがスパゲティプログラムだった所為で実装が滞ったため、黒井津は戦闘後もしばらくこの怪人を着た状態で生活する羽目となった。
原作ではブレイダーの変身機構解析によって遂に完成し、ウルフと黒井津がそれぞれ装着して戦闘を繰り広げた。装着者に変身能力を付与し、基礎能力を強化する。本来人間は装着できないが、メテオブラックの変身機構も組み込まれており、黒井津のみ特別に使用可能。

#### ご当地ヒーローとその敵
名前に「※」が併記された人物は第12話にも登場し、ゼットアークの軍勢と戦った。
時空戦士イバライガーR※
声 - 末政飛虎
第1話に登場。
ダマクラカスン
声 - 末政飛虎
第1話に登場。イバライガーRの敵ジャークの幹部。
鳳神ヤツルギ※
声 - 佐藤勇輝
第1話に登場。
ファンガーク
声 - 久保龍一
第1話に登場。ヤツルギの敵海底帝国ザブーンの幹部。
炎の天狐 トチオンガーセブン※
声 - 星知弘
第1話に登場。
ゲドロン
声 - 相木隆行
第1話に登場。トチオンガーセブンの敵蛇王一族の首領
超神ネイガー※
声 - 佐藤史崇
第1話に登場。
ハンカクセエ※
声 - 高橋大
第1話に登場。ネイガーの敵だじゃく組合の行動班長。
檄龍刀神ジャンスカー
声 - 竹下颯馬
第2話に登場。
安芸戦士メープルカイザー
声 - 木村和彦
第2話に登場。
斜陽戦士ゴゴレッド
声 - 青柳尊哉
第2話に登場。
ヤバイ仮面（株式会社 悪の秘密結社）※
声 - 笹井浩生
第2話に登場。メギストスと黒井津の出張先である競合組織の一員として出演した。
薬剤戦師オーガマン※
声 - 岸祐二
第2話に登場。
梟の戦騎カント※
声 - 本間崇寛
第3話に登場。
ティーフェドルフ※
声 - TOMA
第3話に登場。カントの敵闇のクロウを束ねる一人。
商売繁盛エドレンジャー※
声 - 山下歩夢（エドレッド）、小林真希（エドグリーン）、上本瑞季（エドピンク）、金井しげる（エドゴールド）
第4話に登場。
無一文将軍※
声 - 大友人和
第4話に登場。エドレンジャーの敵シャッター軍団の幹部。
蒼竜神マヴェル※
声 - 筒井祥仁
第5話に登場。水木が放った拳をもろに受けて捻挫した。
氷裂神ゼルヴァイン※
声 - 筒井祥仁
第5話に登場。マヴェルの敵グレゴイルを統べる者。
フクロウ戦士トシマッハ※
声 - タカハシトモヤ
第6話に登場。
フクロウ戦士プリズム※
声 - 湯川葉月
第6話に登場。
ヤミガラス総統※
声 - 大地翔護
第6話に登場。フクロウ戦士の敵ブクロダークネス軍団の総統。
ダルライザー※
声 - 和知健明
第7話に登場。倒されても立ち上がるその粘り腰で、水木を恐怖させて倒した。
時空機動隊
第8話に登場。面接会場の壁に張られたポスターに描かれていた。
スーパーミヤギ人THE王職フードファイターBBQ烈怒L
第9話に登場。海水浴場の出店で働いている。
はっぴーすマン
第9話に登場。海水浴場の清掃をしていた。
坂東武人 武蔵
声 - 藤田秀和
第9話に登場。回想シーンに出演。
魔軍リキマル※
声 - 長田渉
第9話に登場。「毎度武蔵に返り討ちに遭っている負け犬が」と居酒屋・味音でなじられ、中割力也・ワルインダー仮面・メタルボルト将軍と喧嘩を始めた。
安全+第一 大知マン
声 - 翁長大輔
第9話に登場。回想シーンに出演。
中割力也※
声 - 比嘉恭平
第9話に登場。「メタボが着た大知マンに負けるヘタレがでかい口きいてんじゃねぇ！」と味音でなじられて喧嘩を始めた。
スライダー仮面龍騎士
声 - 須賀貴匡
第9話に登場。回想シーンに出演。
ワルインダー仮面※
声 - 松田賢二
第9話に登場。味音で喧嘩を始めた。
甲州快童トライオン
声 - 小田切優衣
第9話に登場。回想シーンに出演。
メタルボルト将軍※
声 - 中屋敷哲也
第9話に登場。「5人がかりでもトライオンを倒せない老人集団じゃねぇか」と味音でなじられて喧嘩をはじめる。
茶神888
第10話に登場。ライブが行われるショッピングモールの門柱にもたれかかっていた。
天体戦士サンレッド、かよ子、ヴァンプ将軍率いるフロシャイム軍団
第11話に登場。旅行先の商店街の通行人として出演。
銀河新星グレイトZグレイト2（ドゲンジャーズ）
声 - 鈴木勝大
第12話に登場。
地域貢献ミマダイン、マスクドDJ雷音、サブカル営業旋士ブローノヴァ、ブルーファイターα、最高幹部フージル将軍（秘密結社トザス）、グランパワーヒノクニ、ビートファイターAce、清流光神ハクジャオー、SG戦士なつレンジャー、精霊法士トチノキッド、セイジャ、スカイアン、伝闘巨神ササライオー、冬将軍ドカユキン、ゲータイガー、我竜神スザカイザー、激神ザンドー、未確認生物隊ユウマレンジャー、未来新星スターナイザー
第12話にて松山が使っていた名刺の中に名前のみ登場。

#### 味音
第9話で黒井津が帰宅前に偶然見つけて立ち寄った居酒屋。引退したヒーローや悪の組織の溜まり場となっており、水木と松山のアルバイト先の一つでもある。居酒屋（小料理屋）だが、メニューにはカレーとあんパンがある。
ママ
声 - 國府田マリ子
味音の店主。目つきのみでヒーローや悪の組織の関係者かどうかを見抜ける。元魔女っ子で、4人の客（魔軍リキマル、中割力也、ワルインダー仮面、メタルボルト将軍）が喧嘩した際には、「ピピルマパンプルクルクルリンクル、マハリクテクマクフルールシャランラ！」と呪文を唱えて「ファンシータッチで華麗なるデビュー！」の掛け声と共に変身し、「マジカルパニッシュメント」なる必殺技を発動して客たちを諌めた。
第12話では、ゼットアークの侵略阻止に参加した上記の4人を火打石の切り火で送り出した。
ハチロー
声 - 小林操
黒井津と共にカウンター席に座っていた人物。飴のようなものを切らしたと言って、店に常備しているものの一本をママから貰った。黒井津からは、飴にカモフラージュした原子炉冷却材を使用している、体内に超小型原子炉が組み込まれた戦闘用アンドロイドが正体だと推測された。
シン
声 - 鉄平
黒井津と共にカウンター席に座り、水木と会話したモヒカンの人物。ある日、接触事故を起こして死亡した被害者になりすまし続け、「交代」の時に兄が「命を2つ持ってきた」という話を水木に語った。「業界では有名な都市伝説」と話が一致していることから、黒井津からは正体が宇宙警備隊の「銀の一族」だと推測された。
老人
声 - 中島智彦
黒井津の共にカウンター席に座り、ママと会話した人物。自身の最高傑作である「恐怖怪人バッタ男」を作った際に、脳改造を先に済ませなかったために怪人に逃げ出されて、当時所属していた組織を壊滅させられたという話をママに語った。「怪人を作る時はその強力な戦闘力で逃げ出さないように最初に従順な脳から作らなければいけない」という教訓を生んだ「業界ではあまりにも有名な事件」と話が一致していることから、黒井津からは正体が秘密結社の老舗に所属していた「白戦闘員」だと推測された。
マチコ
声 - 中根久美子
黒井津の隣席に座り絡んできた、特徴的な口紅の女性。「うちの若いのが1人で頑張ってんのに向こうはいつも5人で来る」「それで合体技とか使って5人がかりで1人を袋叩き」「それでうちが巨大なの出したらロボット呼ぶ」「こっちは生身なのに向こうは重機」と黒井津に対して愚痴をこぼした。
一郎
声 - 山本兼平
黒井津から離れたカウンター席に座り、松山と会話した人物。「彼女のブラウスの第三ボタンは爆弾のスイッチなんだ」と自身の実体験を語るも、松山には「確かに男の子にとってはそれくらい危険なものなのかもねー」「セクシーダイナマイトだねー」と比喩表現だと捉えられた。

#### ゼットアーク（ZetAcht）
第12話に登場した、世界的な大手外資系秘密結社。ゼットアハト曰く「怪人の所属希望ランキングNo.1の組織」で、近々アジア圏に進出予定である。アンクルの調査によれば、以前から相当に強引な手段を行ってきたという。
原作でも終盤で登場。幹部には第〇座という階級が振られているが、漢数字と算用数字で表記揺れがある（例：第三座/第3座）。
ゼットアハト
声 - 杉田智和
ゼットアークの幹部。年収は1200万ドル。普段はマスクとスーツを着けた出立ちだが、戦闘時には戦闘形態に変身する。
ゼットアークのアジア圏進出の足がかりとして、アガスティアを敵対的M&Aを仕掛けて傘下に吸収する話を持ちかけた。アガスティアが返答待ちを選ぶと「そちらに選択肢などない。アガスティアごときの接収はアジャイルでおとなしく受け入れろ」と言い放ち、アガスティアの大幹部たちのアジトを襲撃してアガスティア本部を翻弄し、さらにブラックロアを含む日本各地の悪の組織とも戦闘を開始した。侵略に際して日本全国の主要施設を調査しており、アガスティアや日本国内の戦力を読み、確実に勝てる数の総攻撃部隊と別働隊などを用意していたが、日本全国のご当地ヒーロー・秘密結社・怪人らの連携によって全滅させられてしまう。その後は自ら戦闘に赴いて味方を道連れにして戦うも、ブラックブレイダーに変身した黒井津の必殺技「ダブルブレイダークラッシュ」によって倒される。
原作でも終盤で登場したが、階級は言及されていない（名前からすると第八座の可能性がある）。また姿を見せたのは、アガスティアに送り付けた宣戦布告同然のCMと、全てが終わった後の事後処理時のみで、彼自身は特に戦闘していない。怪人由来の技術で人工筋肉と代替臓器による治療を受けている娘がいる。
ゼットキラー
量産型怪人。その正体は傘下に置いた組織の怪人たちで、ゼットアークの怪人と同じ規格に無理矢理組み替えられて動かされている。
佐田巻 零忌（さだまき れいき）
ゼットアーク所属の科学者。元はアガスティア所属の科学者で、始の前任者だった。侵略妖精郷フェアリガンや秘密結社デッドソウルの黒幕でもある。始と健司の実父であり、健司にブレイダーの装備を送り付けた張本人。旧姓は盧前（ろぜん）。
ゼットワン
ゼットアーク第一座。新進気鋭の女性エグゼクティブ異業種からヘッドハンティングされ、手段を選ばぬ経営手腕で組織を立て直した実績を持つ。
ゼットドゥ
ゼットアーク第二座。IPO株の目利きに優れ、個人資産は組織内No.1。ただし脱税疑惑あり。
ゼットトゥリー
ゼットアーク第三座。暴力問題とモラハラで過去三度降格されているが、その度に破壊力とパワハラで返り咲いている。
ゼットキュウ
ゼットアーク第九座。都内ワンルームマンションの強引な販売で、堅実に地位を獲得した。博打と酒はやらない主義である一方、大変なドケチ上司として嫌われ気味。

## 書誌情報
- 水崎弘明『怪人開発部の黒井津さん』フレックスコミックス〈メテオCOMICS〉、全10巻
  1. 2021年1月12日発売[3]、ISBN 978-4-86675-133-7
  2. 2021年7月12日発売[19]、ISBN 978-4-86675-155-9
  3. 2021年10月12日発売[20]、ISBN 978-4-86675-171-9
  4. 2022年2月12日発売、ISBN 978-4-86675-193-1
  5. 2022年8月8日発売、ISBN 978-4-86675-236-5
  6. 2023年2月10日発売、ISBN 978-4-86675-268-6
  7. 2023年8月8日発売、ISBN 978-4-86675-300-3
  8. 2024年2月9日発売、ISBN 978-4-86675-338-6
  9. 2024年8月8日発売[21]、ISBN 978-4-86675-368-3
  10. 2025年3月12日発売[22]、ISBN 978-4-86675-408-6

## テレビアニメ
| 原作                                                | 水崎弘明                                                         |
| 監督                                                | 斎藤久                                                           |
| シリーズ構成・脚本                                  | 高山カツヒコ                                                     |
| キャラクターデザイン                                | 森前和也                                                         |
| サブキャラクターデザイン                            | 新谷真昼                                                         |
| ヒーローデザイン                                    | まさひろ山根、ことぶきつかさ                                     |
| 怪人デザイン                                        | 森木靖泰                                                         |
| 衣装デザイン                                        | 監物ケビン雄太                                                   |
| レジェンド&ローカルヒーロー プロデューサー          | 鈴村展弘                                                         |
| ヒーローデザインキャプテン                          | まさひろ山根                                                     |
| ローカルヒーローキャプテン・ ローカルヒーローコンテ | 鷲北恭太                                                         |
| 美術監督                                            | 甲斐政俊                                                         |
| 美術設定                                            | 赤樹壱磨                                                         |
| 色彩設計                                            | ながさか暁                                                       |
| 撮影監督                                            | 今泉秀樹                                                         |
| 3DCG                                                | 渡辺哲也                                                         |
| 編集                                                | 木村祥明                                                         |
| 音響監督                                            | 飯田里樹                                                         |
| 音楽                                                | manzo                                                            |
| 音楽制作                                            | CREST                                                            |
| 音楽プロデューサー                                  | 水野大輔、宮島杏里                                               |
| チーフプロデューサー                                | 梅田和沙                                                         |
| プロデューサー                                      | 本田好明、吉田健人、 大和田智之、川野和貴、 早野義人、堀口広太郎 |
| アニメーションプロデューサー                        | 黄樹弐悠                                                         |
| 制作プロデューサー                                  | 淡野直人                                                         |
| アニメーション制作                                  | Quad                                                             |
| 製作                                                | 「怪人開発部の黒井津さん」 製作委員会                            |

2022年1月から同年4月まで、朝日放送テレビ・テレビ朝日系列『ANiMAZiNG!!!』枠ほかにて放送された。全12話。各話ナレーションは、特撮作品への出演経験を持つ俳優が担当している。
アニメ独自の展開として、原作に登場していないキャラクターや怪人が登場しているほか、日本各地に実在するローカルヒーローたちもそのままの設定やキャスティングで登場している。また、第11話には漫画『天体戦士サンレッド』から同作品のキャラクターたちがモブキャラクターとしてカメオ出演しているほか、第12話は原作者・水崎弘明考案のアニメオリジナルストーリーとなっている。

### 沿革
2021年7月には、アニメ化企画が進行中であることが発表された。
2021年11月20日には、アニメオリジナル怪人のアイデアを募集する企画「秘密結社アガスティア 新怪人アイデアコンペ」が実施された。
2022年1月16日に『ANiMAZiNG!!!』枠で放送予定であった第2話は、トンガのフンガ・トンガ噴火に伴う津波警報が午前0時15分に奄美群島・トカラ列島に発令されたことに関する報道特別番組が放送されたため、翌週の1月23日に延期された。なお、dアニメストアをはじめとする動画配信サービスやBS11、AT-Xでは先行ネットする形で予定通りの時間に配信・放送が行われた後、BS11とAT-Xでは翌週に第2話が再放送され、再び遅れネットに戻った。その後、2月6日・13日・20日は『速報!北京五輪ハイライト』（0時05分 - 0時15分）が放送されたため、それぞれ10分遅れで放送された。さらに、3月6日は前日夜のテレビドラマ『津田梅子〜お札になった留学生〜』（3月5日21時 - 23時5分）の放送によるニュース番組『サタデーステーション』の繰り下げ短縮放送と通常22時55分以降の各番組の繰り下げにより、40分遅れで放送された。
2022年6月29日には、全12話を収録したBlu-ray BOX（品番：ABCX-00001）が発売された。
2024年3月24日には、東京国際展示場にて開催されたイベント『AnimeJapan2024』のABCアニメーションのスペシャルステージに黒井津燈香役の前田佳織里、カノン・サンダーバード役の土岐隼一、メルティ役の富田美憂ら声優陣が登壇し、作中エピソードに絡めて新社会人へのエールを送ったほか、第2期の制作が実現するよう期待を述べた。

### 製作
制作開始時点で原作はまだ単行本第2巻が発売されていただけであり、監督の斎藤久らスタッフは第3巻の内容を聞きながらの制作となった。
斎藤は、原作の企業あるあるネタ的な失敗談を膨らませて描くことより話のスピード感を大事と捉え、水崎やシリーズ構成の高山カツヒコと連絡を取り合って確認しながら、序盤は世界観を知ってもらうためにアニメ1話につき原作2話を盛り込み、中盤以降はアニメ1話につき原作1話の中で話を作っていくような感じにした。アニメオリジナルキャラクターの香恋と平気を登場させた理由は、先行して登場が決定していたローカルヒーローを原作とうまく混ぜるためであり、結果として特撮ファンにもアニメファンにも好意的に見てもらえたという。
ローカルヒーローの登場については、レジェンド&ローカルヒーロープロデューサーの鈴村展弘が間に入って紹介してくれたため、実現した。鈴村は、なるべく全国各地から登場させたかったため、自分が住む土地に誇りを持って強い意思を感じさせる面々を設定の練り方や名乗りポーズも重視して選んだほか、声もすべて本人に当ててもらうことが絶対に必要だと思っていた。また、鈴村は斎藤のさらなる要望に応え、昭和期の特撮作品への出演経験を持つ俳優を伝手でナレーションに呼んでくれたため、斎藤を驚かせた。鈴村は、最初に20人くらい候補を出してスタッフに12人を選んでもらってから独断と偏見で呼んだが、日本四大特撮ヒーロー出演者を中心になるべく偏らないように気を使っており、どの人にも快諾してもらえたという。
キャスティングについては、1 - 2回しか登場しない大幹部たちは勢揃いした第1話でインパクトを与えておけば出番が少なくても印象には残るとの考えや、限られた音響予算との兼ね合いから豪華になった。
鈴村の参加はアニメ関係の友人から相談を受けたのがきっかけであり、悪の視点から捉えた作品はほとんどなかったため、着眼点に面白さを感じた。全国ネットでの放送ゆえに地域差のネタバレを気にしなくても良いことから、サプライズで毎回ローカルヒーローを出せばその地域のファンは盛り上がれるうえ、自身も『ドゲンジャーズ』（2020年、九州朝日放送）で監督を担当していたことから、ローカルヒーローの選定とプロデュースを担当した。選定に際してはYouTubeで検索したり、Twitterアカウントに「資料とかあればデータをいただけないでしょうか？」と直接DMを送ったりしたこともあったほか、ローカルヒーローの登場シーンの背景にもこだわっており、先方からの要望に応えたという。
燈香役を演じた前田佳織里は、主演作品としては2作目であり、1作目（『球詠』）とはまた違ったベクトルでの責任を感じていた。コロナ禍ゆえに大人数での収録はできなかったが、スタッフが「主演としていろいろな方と掛け合いができたり話せたほうがいいだろう」と調整してくれたおかげでチームワークのいい温かな現場となっていたこともあり、収録後もスタジオに残って先輩の演技を拝見する機会をもらえたほか、帰り道では寂しくなって泣いてしまうなど、生涯忘れることがない作品になったと感謝の意を述べている。なお、次回予告の長文については全話とも最後まで収録しており、どう使われるかはわかっていなかったが、実際の放送を見ると思った以上に切られていたため、笑ってしまった。また、第12話での本編については「ゼットアークが、いかにやばい組織かっていうのが分かるよう、お芝居もシリアスに」との指示で深刻に演じており、ブラックブレイダーに変身しての高速な戦闘シーンについても「ボールド（台詞の尺）は気にせず」との指示でスピード感を重視して演じていたという。

### 主題歌
「Special force」
AXXX1Sによるオープニングテーマ。
「Destiny」
メイビーMEによる第2話・第4話 - 第7話エンディングテーマ。作詞・作曲はRYOKOと菊池諒。編曲はRYOKOと豊田健甫。
「曖昧あいでんてぃてぃ」
メイビーMEによる第3話・第8話 - 第11話エンディングテーマ。作詞・作曲・編曲は大塚剛毅。
「ラミラミLOVE ME BABY」
メイビーMEによる第4話挿入歌。作詞・作曲は横健介、編曲は豊田健甫。
「きみドローム」
メイビーMEによる第4話・第10話挿入歌。作詞はharuka、作曲はえとゆまと菊池諒、編曲はえとゆま。
「ミラクルステップ」
YURiKAによる第10話挿入歌。作詞は磯谷佳江、作曲はfu_mou、編曲は櫻澤ヒカル。

### 各話リスト
| 話数   | サブタイトル | コンテ            | 演出     | 作画監督 | 総作画監督                            | ナレーション | 初放送日      |
| ------ | --- | ----------------- | -------- | --- | ------------------------------------- | ------------ | ------------- |
| 第1話  | 世界征服を企てる悪の秘密結社で、人々を恐怖に陥れる怪人が生まれ出るその時、彼女は密かに涙した                           | 斎藤久            | 木村佳嗣 | 柄谷綾子 藤田正幸 | 森前和也 萩尾圭太                     | 渡洋史       | 2022年 1月9日 |
| 第2話  | 闇の湯壺で貪り合う悪鬼の叫びを耳に眠る、伝説の名を持つ地獄の使徒は、恐怖を携えてこの地に目覚める                       | 陳達理            | 陳達理   | 陳達理 | 森前和也 輿石暁                       | 村上弘明     | 1月17日       |
| 第3話  | 幾度もの死を繰り返す蘇りし魔物が、その枷を断つべく抗う、運命に縛られた魂に魅入られるその時                             | 安藤貴史          | 安藤貴史 | 高橋真帆 宮田奈保美 森悦人 | 森前和也 ひのたかふみ                 | 海津亮介     | 1月30日       |
| 第4話  | 人々を惑わす業に溺れた、幻想の宴に酔い痴れる鬼は、乙女の涙と怒りによって自らの魂を砕く                                 | 森田侑希          | 森田侑希 | 藤田正幸 臼田美夫 柄谷綾子 飯飼一幸 | 森前和也 輿石暁                       | 高野浩幸     | 2月6日        |
| 第5話  | 深淵に住まいし魔物との契約は、その身の破滅を対価とするも、一抹の笑みによって救われる、ソロモン王の指輪が如く           | 斎藤久            | 高山秀樹 | 杉山直輝 NAMU ANIMATION | 森前和也 萩尾圭太 輿石暁 ひのたかふみ | 妹尾青洸     | 2月13日       |
| 第6話  | 見えざる力に虐げられた純朴な魂は、たぎる怒りと焦がれる想いによって結実し、悪しき魔物となり顕現する                     | 吉田英俊 木村佳嗣 | 木村佳嗣 | 森悦人 飯飼一幸 藤田正幸 | 森前和也 萩尾圭太 輿石暁 ひのたかふみ | 所宏吏       | 2月20日       |
| 第7話  | 甘き抱擁に香る甘美な毒に迷い、神の化身と共に罪の味に酔う、魔物の宴に捧げられた情念の行方                               | Royden B          | 岩垂瑞樹 | 高橋真帆 宮田奈保美 熊谷小夏 片岡恵美子 | 森前和也 萩尾圭太 輿石暁 ひのたかふみ | 森次晃嗣     | 2月27日       |
| 第8話  | 亡者の巣くう根城に住む悪しき魔物たちは、その邪悪さ故に同志を恐れ、互いに敵のまた敵とまみえる                           | 安藤貴史          | 安藤貴史 | 飯飼幸一 藤田正幸 | 森前和也 萩尾圭太 輿石暁 ひのたかふみ | 土屋大輔     | 3月6日        |
| 第9話  | 深淵に集ういにしえの亡者たちの、錆びつき朽ち果てた栄光の影は、時の彼方の誇りによって闇の中で微かに灯る                 | 森田侑希          | 森田侑希 | 監物ケビン雄太 森悦史 柄谷綾子 藤田正幸 | 森前和也 萩尾圭太 輿石暁              | 宍戸勝       | 3月13日       |
| 第10話 | 魂を誘惑する魔性の者が、自らの存在に惑い迷い溺れる時、混沌をもたらしたその存在の概念こそが悪魔と呼ばれる               | 吉田英俊          | 木村佳嗣 | 飯飼一幸 藤田正幸 熊谷小夏 高橋真帆 宮田奈保美 片岡恵美子 監物ケビン雄太 保村成                                                                                       | 森前和也 萩尾圭太 輿石暁 ひのたかふみ | 萩野崇       | 3月20日       |
| 第11話 | 生贄は邪神の集う酒宴に自ら赴き、その餌食になり初めて生贄であることを自覚する、あるいは邪神を喰らい自らが邪神となる     | Royden B          | 高山秀樹 | NAMU ANIMATION | 森前和也 萩尾圭太 輿石暁 ひのたかふみ | 筒井巧       | 3月27日       |
| 第12話 | 悪魔を喰らう悪魔は天の使徒となり得るか、はたまた醜い共喰いに過ぎぬ蛮行か、ただ地獄より救われし生贄は黒き翼を神と崇める | 斎藤久            | 岩垂瑞樹 | 藤田正幸 宮田奈保美 飯飼一幸 熊谷小夏 高橋真帆 監物ケビン雄太 柄谷綾子 渡辺浩二 森悦史 花輪美幸 沼田広 服部憲知 岩田竜治 吉田徹 ひのたかふみ 萩尾圭太 輿石暁 森前和也 | 森前和也 萩尾圭太 輿石暁 ひのたかふみ | 伴大介       | 4月3日        |

### 放送局
| 放送期間               | 放送時間                     | 放送局                                                                  | 対象地域 | 備考                        |
| ---------------------- | ---------------------------- | ----------------------------------------------------------------------- | -------- | --------------------------- |
| 2022年1月9日 - 4月3日  | 日曜 2:00 - 2:30（土曜深夜） | 朝日放送テレビ（幹事局）・メ〜テレ（製作参加） ほか系列フルネット全24局 | 日本国内 | 『ANiMAZiNG!!!』枠          |
| 2022年1月10日 - 4月4日 | 月曜 0:00 - 0:30（日曜深夜） | BS11                                                                    | BS放送   | 製作参加 / 『ANIME+』枠     |
| 2022年1月12日 - 4月6日 | 水曜 23:00 - 23:30           | AT-X                                                                    | CS放送   | 字幕放送 / リピート放送あり |

| 配信開始日    | 配信時間                   | 配信サイト                                                                                     |
| ------------- | -------------------------- | ---------------------------------------------------------------------------------------------- |
| 2022年1月9日  | 日曜 2:30（土曜深夜） 更新 | dアニメストア （本店・ニコニコ支店・for Prime Video） ひかりTV                                 |
| 2022年1月11日 | 火曜 2:30（月曜深夜） 更新 | Amazon Prime Video U-NEXT アニメ放題 ABEMA バンダイチャンネル GYAO! dTV FOD ニコニコチャンネル |
|               | 火曜 12:00 更新            | TVer Hulu                                                                                      |
|               | 火曜 22:00 - 22:30         | ニコニコ生放送                                                                                 |
| 2022年1月13日 | 木曜 0:00（水曜深夜） 更新 | J:COMオンデマンド TELASA milplus                                                               |

| 朝日放送テレビ・テレビ朝日系列 ANiMAZiNG!!! | 朝日放送テレビ・テレビ朝日系列 ANiMAZiNG!!! | 朝日放送テレビ・テレビ朝日系列 ANiMAZiNG!!! |
| 前番組                                      | 番組名                                      | 次番組                                      |
| ------------------------------------------- | ------------------------------------------- | ------------------------------------------- |
| ジャヒー様はくじけない！                    | 怪人開発部の黒井津さん                      | 可愛いだけじゃない式守さん                  |